# Ralph Berkowitz
Ralph Berkowitz (Brooklyn, Nova York, 5 de setembre, 1910 - Albuquerque, Nou Mèxic, 2 d'agost, 2011), va ser un compositor, músic clàssic i pintor nord-americà.

## Biografia
Berkowitz va néixer d'una parella jueva romanesa, Matilda i William Berkowitz, que havien emigrat de Roman i Bucarest. El seu pare va ser fonamental en la formació de la cultura musical i l'experiència del jove Ralph. El 1927, es va matricular al Curtis Institute of Music de Filadèlfia, on més tard es va convertir en membre del professorat. El 1940 es va convertir en acompanyant de Gregor Piatigorsky, amb qui va actuar fins a la mort del violoncel·lista el 1976. Altres companys musicals inclouen el tenor Jan Peerce, el violoncel·lista Felix Salmond i el violinista i compositor George Enescu. Va gravar àmpliament amb Piatigorsky i altres, inclosa la violinista Eudice Shapiro.
De 1946 a 1951, Berkowitz va exercir com a assistent executiu de Serge Koussevitzky a Tanglewood i més tard es va convertir en degà del Berkshire Music Center a Tanglewood el 1951, càrrec que va ocupar fins a 1961. Com a degà, va presidir sobre una facultat que incloïa Aaron Copland, Leonard Bernstein i molts altres. Entre els estudiants il·lustres d'aquells anys hi havia Zubin Mehta, Lorin Maazel i Claudio Abbado. Ell, juntament amb el director de la Boston Symphony, Todd Perry, va ser fonamentalment important per mantenir viu el Festival Tanglewood després de la mort de Koussevitsky.
El 1961 Berkowitz es va traslladar a Albuquerque, Nou Mèxic, on va viure fins a la seva mort el 2011. Va arribar per primera vegada a Albuquerque el 1940 per servir com a artista convidat amb una sèrie de música de cambra anomenada "The June Music Festival". Va romandre actiu com a artista per al Festival fins als anys vuitanta. Berkowitz es va convertir en gerent de l'aleshores Orquestra Cívica d'Albuquerque (ara Orquestra Simfònica de Nou Mèxic) quan es va traslladar a Nou Mèxic i va servir fins a 1968, veient l'Orquestra a través del seu trasllat a la seva casa actual: Popejoy Hall de la Universitat de Nou Mèxic.
Berkowitz va encarregar a Daron Hagen la composició d'una de les seves obres intel·lectualment més rigoroses, un conjunt de Variacions per a piano basades en un tema format per altes derivades dels noms de Berkowitz i Hagen, l'any 2002. L'obra està disponible a Carl Fischer. Berkowitz va arribar al seu centenari el setembre de 2010 i va morir l'agost de l'any següent.

## Discografia
- "RCA Red Seal Century - Soloists & Conductors", 2 CD / RCA Records / 2001-10-23
- "Stravinsky: Petroushka Suite; Toch: Violin Sonata", 1 CD / Crystal Records / 1998-01-02[6]